# Gaitana

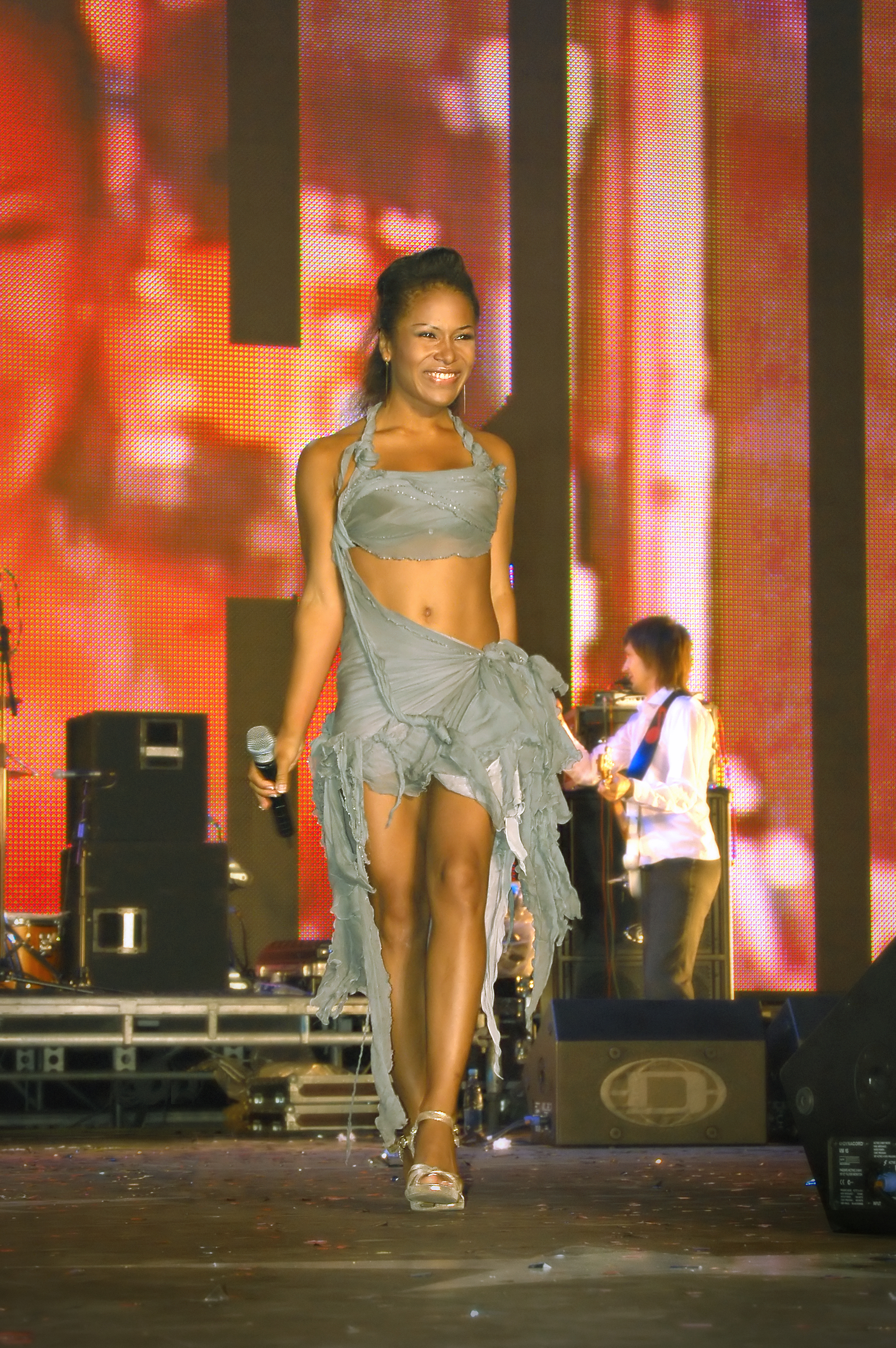
Gaitana (2006)

Gaitana (ukrainisch Гайтана, transkribiert Hajtana, eigentlich Hajta-Lurdes Essami, ukr: Гайта-Лурдес Ессамі; * 29. September 1979 in Kiew) ist eine ukrainische Popsängerin. Sie ist die Tochter eines Kongolesen und einer Ukrainerin.

## Leben und Wirken
Mit fünf Jahren zog Gaitana mit ihren Eltern in den Kongo, als Zehnjährige kehrte sie mit ihrer Mutter zurück nach Kiew.
Als Kind spielte sie wettkampfmäßig Tischtennis, ehe sie als Jugendliche eine sportliche Karriere hinter der Musik zurückstellte. Sie probierte sich in verschiedenen Musikrichtungen und war Sängerin verschiedener Bands, ehe sie mit ihrem eigenen Stilmix erfolgreich wurde. Nach einem Vertrag mit dem ukrainischen Plattenlabel Lavinia fand ihr erstes, 2003 erschienenes Album weiten Zuspruch. Ihre überwiegend ukrainischsprachigen Songs komponiert sie selbst.
Bei der ukrainischen Vorentscheidung zum Eurovision Song Contest 2012 setzte sie sich gegen 21 Konkurrenten durch. Mit dem Popsong Be My Guest überstand sie am 24. Mai das Halbfinale in Baku und erreichte für ihr Heimatland im zwei Tage später stattfindenden ESC-Finale Platz 15.

## Diskografie

### Alben
- 2003: О тебе
- 2005: Слідом за тобою
- 2007: Капли дождя
- 2008: Тайные желания
- 2010: Только сегодня
- 2011: Самый Лучший
- 2012: Be My Guest
- 2014: Voodooman
- 2024: Сонце в тобі

### Konzept-Alben
- 2008: Кукабарра
- 2012: Viva, Європа!

### Kompilationen
- 2012: Самый Лучший Dance

### Singles (Auswahl)
- 2005: Самотня Босса
- 2006: Два вікна
- 2007: Шаленій
- 2009: Нещодавно
- 2011: Самый Лучший
- 2012: Be My Guest